# 無垢の祈り
『無垢の祈り Innocent prayer』は、2016年に公開された日本の映画。85分、カラー。キャッチコピーは「みんな、殺されちゃえばいいのに」。

## 概要
2015年、平山夢明『独白するユニバーサル横メルカトル』収録の「無垢の祈り」を原作とした映画製作がスタート。しかしテーマが幼女虐待なだけにスポンサー集めに難航し、全予算を亀井亨が持ち出しで制作。同年7月に予告編完成も、今度は配給会社が見つからない状態となる。「各国映画祭を回った後に日本公開される予定」としたが、実際には幼児虐待が宗教的にNGとなり各国映画祭に出展を断られ続けており、ファンの間でも無事に日本公開されるのか心配された。
2015年12月4日、香港「The Pineapple Underground Film Festival 2015」においてワールドプレミア&PUFFオープニング上映作に決まり、劇場初公開。
2016年9月、R18指定映画として「カナザワ映画祭 2016」で日本初公開。10月8日よりに渋谷アップリンク、10月29日から宮崎キネマ館にて公開。

## キャスト
フミ
演 - 福田美姫
クスオ
演 - BBゴロー
カオル
演 - 下村愛
骨無しチキン
演 - サコイ
トモコ
演 - 三木くるみ
ペドフィリア
演 - YOSHIHIRO
ムトウ
演 - 平山夢明
スズキ
演 - 幸将司
マコ
演 - 奈良聡美
人形遣い
演 - 綾乃テン
ツカダ
演 - 河嶋遥伽
アバラくん
演 - シゲル
ラジオパーソナリティ
演 - 高井理江